# Sotimpius salvadorensis
Sotimpius salvadorensis är en mångfotingart som beskrevs av Kraus 1954. Sotimpius salvadorensis ingår i släktet Sotimpius och familjen stenkrypare.
Artens utbredningsområde är El Salvador. Inga underarter finns listade i Catalogue of Life.